# Straßensystem in Luxemburg
Das Straßensystem von Luxemburg wird grundsätzlich nach verschiedenen Kriterien unterteilt und heute in der Regel von der 1843 gegründeten Administration des Ponts et Chaussées betrieben.
Ende 2022 bestand das Luxemburger Straßennetz aus 163 km Autobahnen (A), 850 km Nationalstraßen (N) und 1877 km Chemins Repris (CR) sowie 19 km Straßen des Fonds du Kirchberg.

## Straßenkategorien nach Typ

### Europastraßen
Durch Luxemburg verlaufen vier Europastraßen:
- Europastraße 25
- Europastraße 29
- Europastraße 44
- Europastraße 421

### Autoroutes (Autobahnen)
Die Autobahnen in Luxemburg werden mit einem A und einer Nummer versehen. Die Beschilderung erfolgt auf blauem Hintergrund. Höchstgeschwindigkeit ist 130 km/h.
Siehe Liste der Autobahnen in Luxemburg

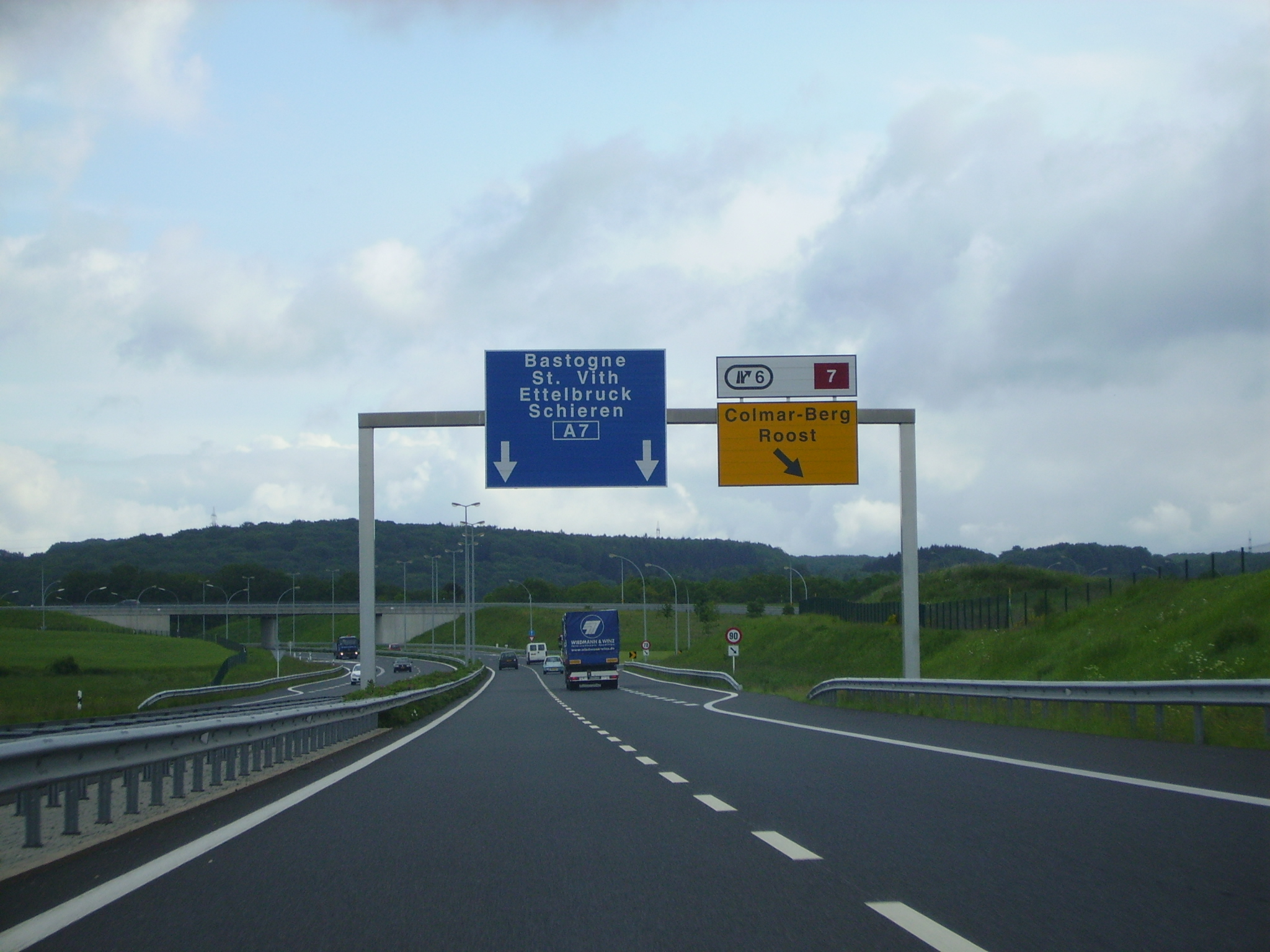

### Voies expresses (Schnellstraßen)
Die Schnellstraßen in Luxemburg ergänzen die Autobahnen und werden mit einem B und wie diese mit einer Nummer (blaue Farbe)l zum Beispiel B40 versehen. Es existieren mehrere Schnellstraßen in Luxemburg:
- Voie express 1 (Luxemburg)
- Voie express 2 (Luxemburg)
- Voie express 3 (Luxemburg)
- Voie express 4 (Luxemburg)
- Voie express 40 (Luxemburg)
- Voie express 7 (Luxemburg)

Siehe Liste der Schnellstraßen in Luxemburg

### Routes nationales (Nationalstraßen)
Die Nationalstraßen in Luxemburg sind die wichtigsten Überlandstraßen und werden mit einer Nummer (roter Hintergrund)  versehen. Die Beschilderung (Ortsnamen, Kilometerangaben usw.) erfolgt auf gelbem Hintergrund; Höchstgeschwindigkeit außerorts ist 90 km/h.
Auf Kilometrierungspunkten ist auch der Zusatz N zb, für N8 aufgedruckt.

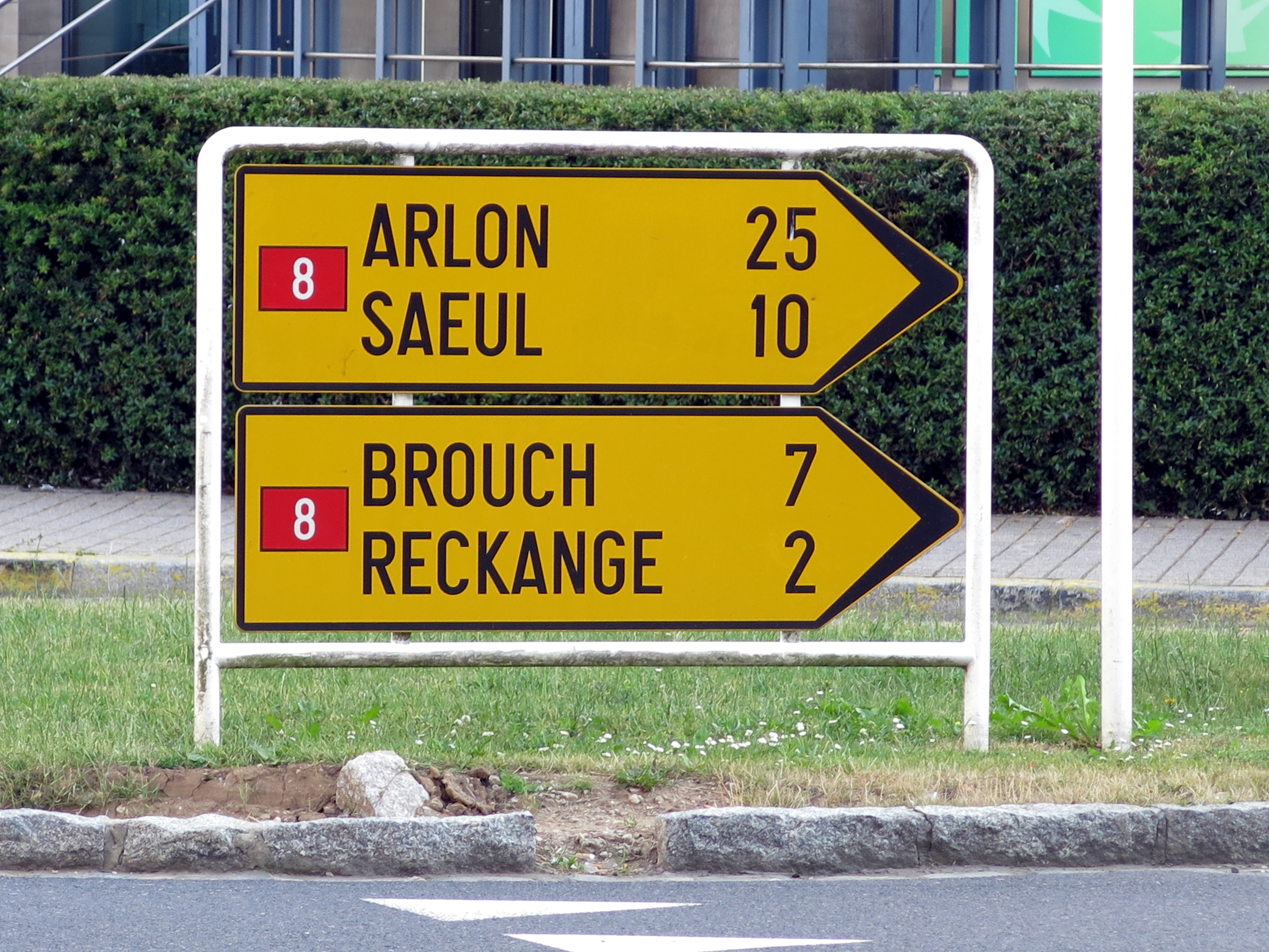
Typischer Wegweiser
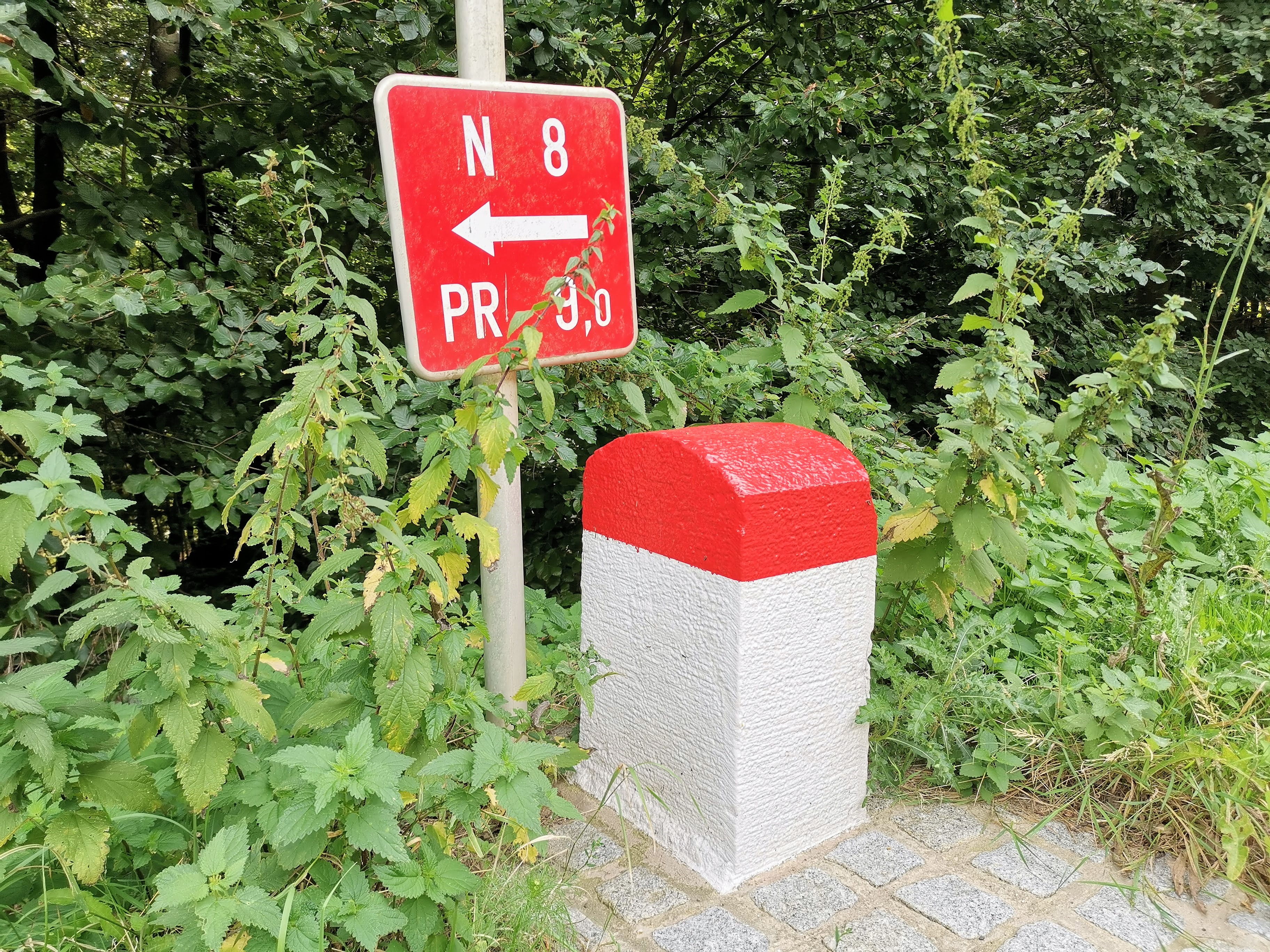
Kilometrierungspunkt

Siehe Liste der Nationalstraßen in Luxemburg

### Chemins repris (Nebenstraßen)
Die Nebenstraßen ergänzen das Nationalstraßennetz auf weniger wichtigen Strecken.
Auf Wegweisern oder über Ortsschildern werden CR nur mit einer schwarz umrandeten Nummer z. B. 178A versehen, während auf Kilometersteinen auch der Zusatz CR auftaucht.

### Gemeindestraßen
Sind meist innerörtliche Verbindungs- und Zufahrtsstraßen, deren Unterhaltung der jeweiligen Kommune obliegt.
Diese haben keine besondere Nummerierung oder Bezeichnung.

## Betreiber
Der Betrieb und Unterhalt des luxemburgischen Straßennetzes liegt in der Regel bei der Administration des Ponts et Chaussées oder der jeweiligen Kommune.
Eine Ausnahme stellen jedoch Straßen im Berich des Kirchberg-Plateaus dar. Diese werden als Besonderheit vom „Fonds zur Urbanisierung und Entwicklung des Kirchberg-Plateaus (FUAK)“ administriert. Es handelt sich dabei um folgende Streckenabschnitte:
| Bezeichnung | Verlauf                                                                                       | Länge                   |
| ----------- | --------------------------------------------------------------------------------------------- | ----------------------- |
| FK 1        | Kirchberg (Pont Grande-Duchesse) – Centre européen – Kiem – Bricherhof (N 51 / CR 232 / FK14) | 3,2 km                  |
| FK 2        | Institutions européennes (N 51 / FK4) – Institut de la Navigation Aérienne                    | 1,1 km                  |
| FK 3        | Centre européen (FK2) – Weimershof (FK4)                                                      | 0,8 km                  |
| FK 4        | Weimershof (FK3) – Institutions européennes (N 51 / FK2)                                      | 0,7 km                  |
| FK 5        | Place de l’Europe (FK4) – Hémicycle européen                                                  | 0,4 km                  |
| FK 6        | unbekannt                                                                                     | -                       |
| FK 7        | unbekannt                                                                                     | -                       |
| FK 8        | Centre européen (FK1) – Cour de Justice Tower III                                             | -                       |
| FK 9        | Kirchberg-Centre européen (FK2) – Kirchberg-Quartier (FK1)                                    | 0,21 km                 |
| FK 10       | unbekannt                                                                                     | -                       |
| FK 11       | unbekannt                                                                                     | -                       |
| FK 12       | Kiem (FK1) – Parc des Expositions (FK13)                                                      | 1,2 km                  |
| FK 13       | Kirchberg-Plateau (Verbindung FK17 – FK1) // Kiem (Verbindung FK1 – N 51/N 51A)               | 0,3 km // 1 km (1,3 km) |
| FK 14       | Bricherhof (N 51 /CR232 / FK1) – Bricherhof (CR232D)                                          | 0,85 km                 |
| FK 15       | Kiem (Verbindung N 51 – FK13)                                                                 | 0,35 km                 |
| FK 16       | Kiem (Verbindung FK1/FK17 – FK15)                                                             | 0,3 km                  |
| FK 17       | Kirchberg-Plateau (Verbindung FK1/FK16 – FK13)                                                | 0,5 km                  |
| FK 18       | Weimershof (Verbindung FK3 – CV)                                                              | 0,07 km                 |